# Shimotsuke
Shimotsuke (jap. 下野市 Shimotsuke-shi) – miasto w Japonii, w prefekturze Tochigi. Ma powierzchnię 74,59 km². W 2020 r. mieszkało w nim 59 479 osób, w 23 198 gospodarstwach domowych  (w 2010 r. 59 464 osoby, w 20 492 gospodarstwach domowych).
Miasto zostało utworzone 10 stycznia 2006 poprzez połączenie mniejszych miasteczek: Minamikawachi, Kokubunji i Ishibashi.